# Cingulopsidae
Cingulopsidae  Fretter & Patil, 1958 è una famiglia di molluschi gasteropodi della sottoclasse Caenogastropoda.

## Etimologia
Il nome della famiglia Cingulopsidae è stato introdotto nel 1958 da Fretter e Patil su prove anatomiche basate su una specie britannica minuta e comune che era stata precedentemente collocata nei Rissoidae con una varietà di nomi generici per la quale venne creato il nome Cingulopsis Fretter & Patil, 1958. Fretter e Patil misero provvisoriamente i Cingulopsidae nella Rissoacea.

## Descrizione
Le conchiglia dei Cingulopsidae sono molto simili a quelle dei Rissoidae e Eatoniellidae, dai quali sono tuttavia distinguibili per altre caratteristiche morfologiche quali radula, opercolo e anatomia interna.
Cingulopsidae hanno gusci minuti; una specie raggiunge 1,6 mm mentre il resto è inferiore a 1,3 mm. Le conchiglie sono semplici, largamente coniche, con circa due vortici teleoconch e di colore marrone. Non c'è scultura a parte fili a spirale estremamente sottili e linee di crescita assiali. L'ombelico può essere chiuso o aperto. Il labbro esterno è generalmente diritto. La protoconca è paucispirale, quasi liscia, senza vera scultura. L'opercolo è paucispirale, ovale, trasparente, corneo, con un piolo che nasce dal nucleo sulla superficie interna.
La radula è taenioglossa; denti centrali con cuspidi da piccole a obsolete; denti laterali grandi; denti marginali interni lunghi, con cuspidi prominenti; denti marginali esterni di dimensioni moderate e uncinati o corti e triangolari. Radula assente nel genere Tubbreva.
Testa non pigmentata o di colore da arancione a rosso-arancio. Testa con un paio di tentacoli semplici, da piuttosto corti a lunghi, con occhi sporgenti alla base esterna e muso bilobato. Piede semplice, con fessura mucosa longitudinale nella porzione metapodiale della suola, la ghiandola mucosa anteriore si apre supramarginalmente. Tentacoli metapodiali e palliali assenti.
I sessi sono separati, il maschio è privo dell'organo genitale, il dotto palliale femminile è monaulico o diaulico. Uova deposte singolarmente in capsule, nessuna fase larvale libera in fase di sviluppo.
I Cingulopsidae vivono in mari poco profondi in tutto il mondo anche se la maggior parte delle specie conosciute sembra essere centrata nell'emisfero meridionale.
Poco si sa della storia fossile di questa famiglia perché pochi cingulopsidi fossili possono essere identificati con certezza a causa della mancanza di caratteri di conchiglia definitivi. Eatonina (Mistostigma) punctulum si trova nel Pliocene della California e la Pseudopisinna gregaria è conosciuta dal Pliocene dello Stretto di Bass, in Australia.

## Tassonomia

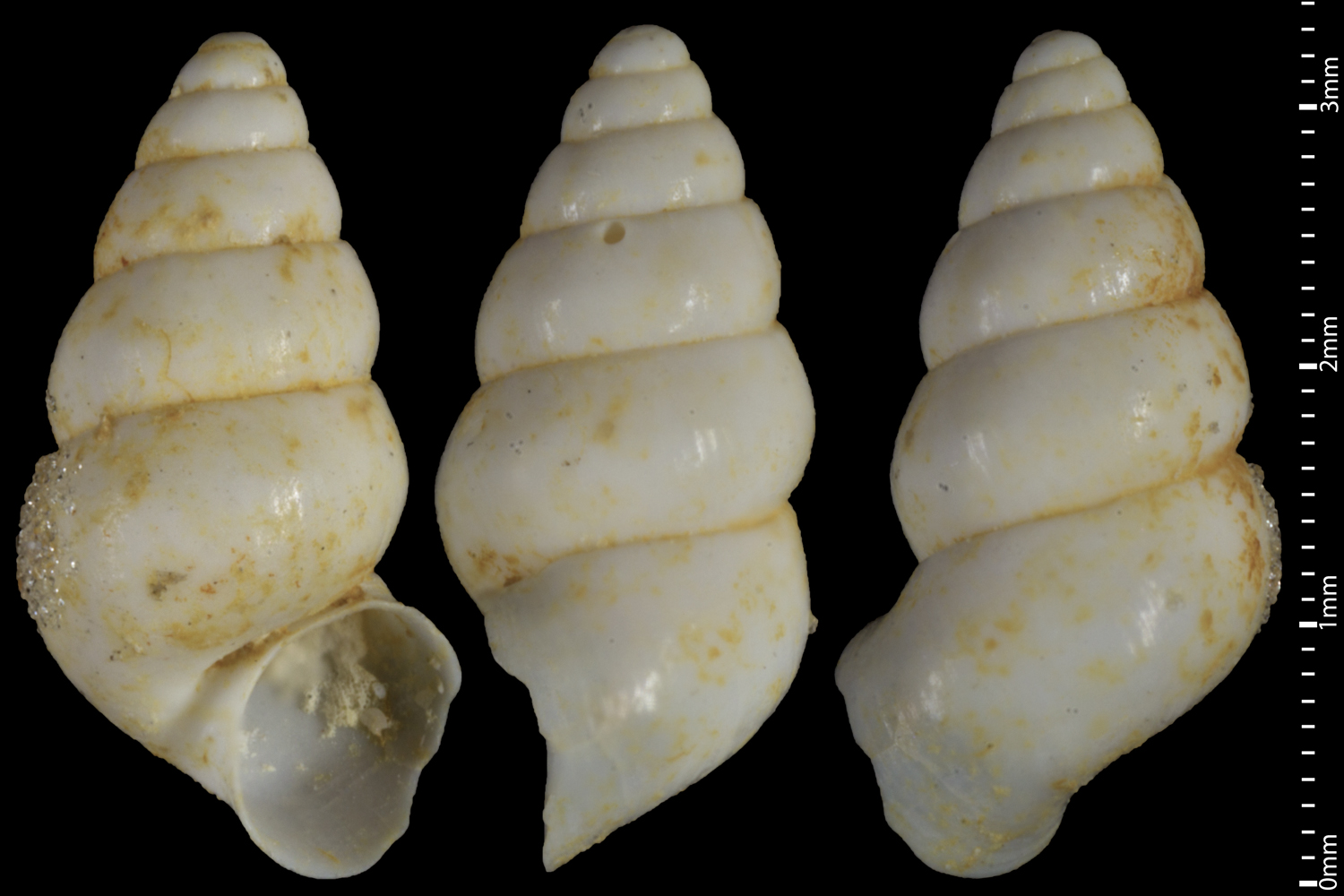
Dieretostoma (fossile)

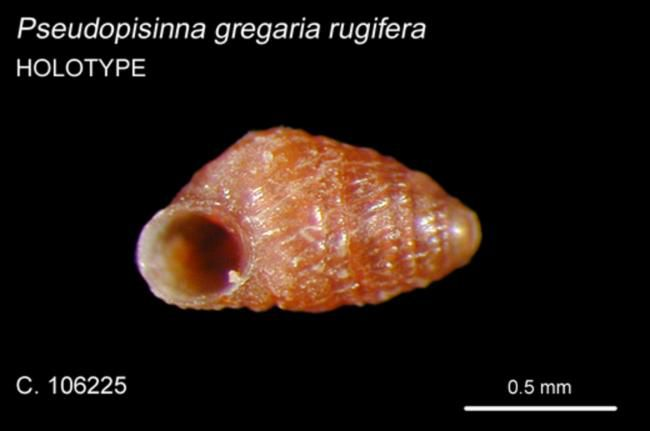
Pseudopisinna gregaria rugifera

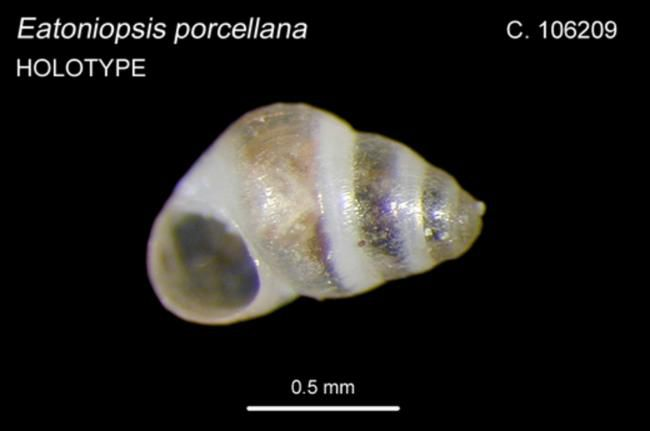
Skenella porcellana

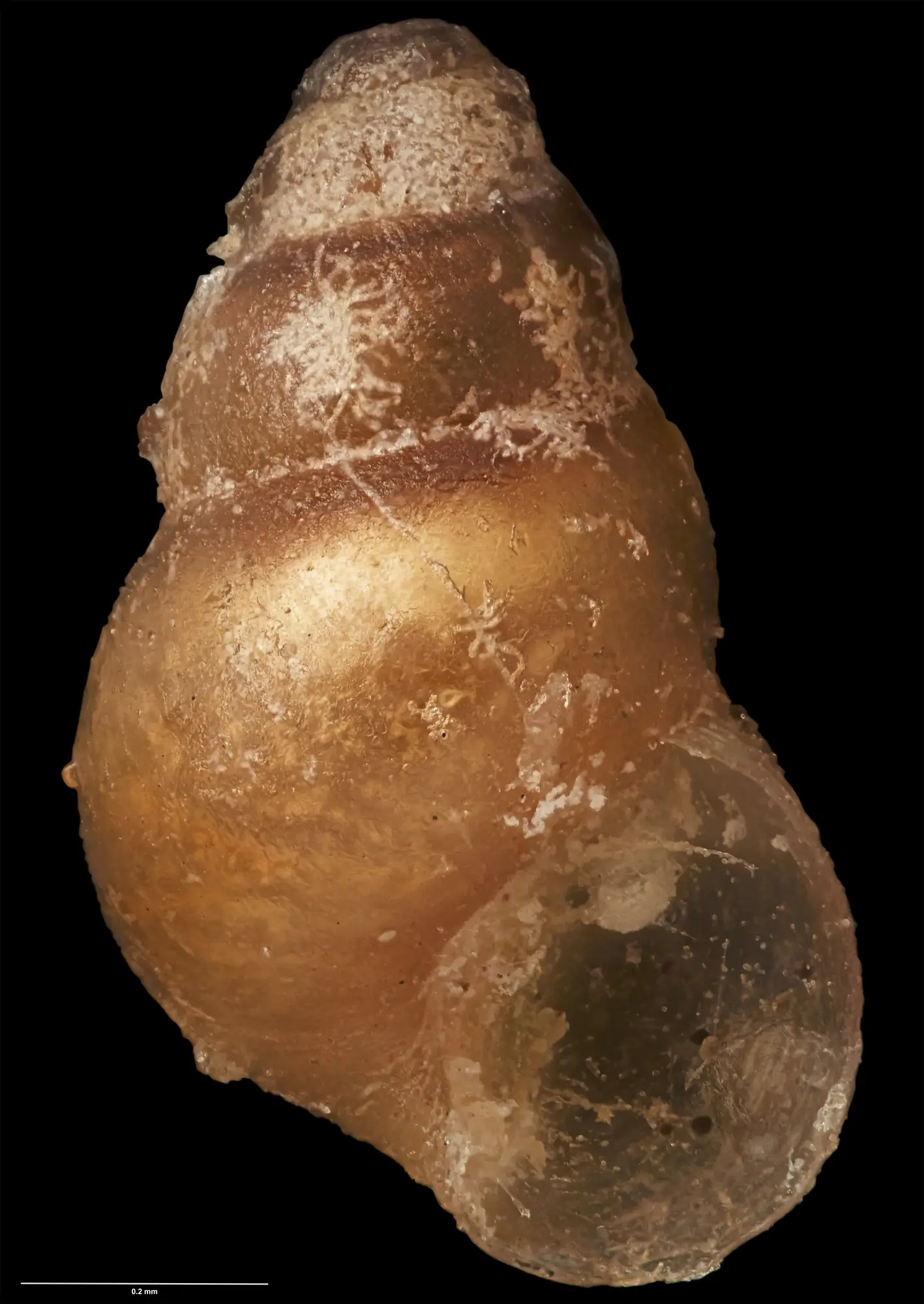
Tubbreva exigua

Storicamente questi gasteropodi erano inclusi nella superfamiglia Rissooidea. Le due famiglie, Cingulopsidae ed Eatoniellidae sono state incluse nella Rissooidea fino a quando Ponder (1988) ha distinto Cingulopsoidea (formata da Eatoniellidae, Cingulopsidae e Rastodentidae) e Rissooidea in un'analisi morfologica cladistica. Questi posizionamenti erano basati sui dati anatomici disponibili al momento. Il risultato è stato confermato in uno studio filogenetico del 2013 di Criscione e Ponder. Tale studio ha anche confermato che la famiglia Cingulopsidae è monofiletica ad eccezione della posizione incerta di Eatoniopsis (oggi considerato sinonimo di Skenella Pfeffer, 1886).
La famiglia è composta da sei generi riconosciuti di cui uno estinto:
- Genere † Dieretostoma Cossmann, 1888
- Genere Eatonina  Thiele, 1912
- Genere Pickenia  Ponder, 1983
- Genere Pseudopisinna  Ponder & Yoo, 1981
- Genere Skenella  Pfeffer, 1886
- Genere Tubbreva  Ponder, 1965